# Arheološka najdišča in jamske poslikave v dolini reke Vézère
Arheološka najdišča in jamske poslikave v dolini reke Vézère so od leta 1979 na Unescovem seznamu svetovne dediščine v Franciji. Posebej navaja 15 prazgodovinskih najdišč v dolini Vézère v departmaju Dordogne, večinoma v in okoli Les Eyzies-de-Tayac-Sireuil, ki se imenuje »prestolnica prazgodovine«. Ta dolina je izjemno bogata s prazgodovinskimi najdišči, z več kot 150 znanimi najdišči, vključno s 25 poslikanimi jamami, in je igrala bistveno vlogo pri preučevanju paleolitika in njegove umetnosti. Tri najdišča so istoimenska po prazgodovinskih obdobjih; Micoquien (poimenovan po La Micoque), Mousterian (po Le Moustierju) in Magdalenian (po Abri de la Madeleine). Poleg tega je kromanjonsko skalno zavetje dalo ime kromanjoncu, generično ime za evropskega zgodnjega modernega človeka. Številna najdišča sta odkrila ali prva prepoznala kot pomembna in znanstveno raziskala arheologa Henri Breuil in Denis Peyrony v zgodnjem 20. stoletju, medtem ko je bila Lascaux, ki ima najbolj izjemno skalno umetnost od teh, odkrita leta 1940.
Poslikane jame v regiji so bile ključnega pomena za konec razprave o naravi prazgodovinske umetnosti, ki so jo mnogi še vedno imeli za sodobne ponaredke. O odkritjih prve jame Chabot v poznem 19. stoletju (leta 1879), jame Altamira (leta 1880) in Pair-non-Pair (leta 1881) se je veliko razpravljalo, vendar noben dokončen dokaz o njihovem starodavnem izvoru ni bil splošno sprejet. Jama La Mouthe je bila prva jama v regiji Vézère, kjer so odkrili poslikave, toda šele z dvojnimi odkritji v Font-de-Gaume in Les Combarelles leta 1901 je bila razprava dokončno rešena.
Pomen regije kot središča paleolitske dejavnosti in umetnosti je pojasnjen v Larousse Encyclopedia of Prehistoric & Ancient Art:
 Iz neznanih razlogov, ki pa so najverjetneje povezani z edinstveno številčnostjo divjadi, je bogastvo ledene dobe v nekaterih dolinah jugozahodne Francije neprimerljivo z drugimi in ti ljudje so bili najboljši umetniki. Zlasti kraji naseljevanja kratkega odseka doline Vézère v departmaju Dordogne so razkrili niz prekrivajočih se kulturnih plasti, ki so včasih skupaj debele več metrov, kar je omogočilo določitev zaporedja kulturnih tipov.
— Desmond Collins in Lydie Huyghe, "Historical Summary: Prehistoric Art", Larousse Encyclopedia of Prehistoric & Ancient Art (druga izdaja, 1970)
Ista knjiga nato navaja 7 mojstrovin prazgodovinske umetnosti, vključno z Lascaux, Les Combarelles in Font de Gaume.
Dvanajst od 15 navedenih najdišč je odprtih za omejeno število obiskovalcev na dan (v večini primerov manj kot 100 na dan). Dve najdišči (La Mouthe in La Madeleine) sta popolnoma nedostopni javnosti. V primeru Lascauxa je izvirna jama zaprta, vendar so obsežne 3D reprodukcije, zgrajene v bližini in zlahka dostopne.

## Najdišča, vključena v Unescov seznam

### Poslikane jame
- Abri du Poisson, (44°56′37″N 00°59′54″E / 44.94361°N 0.99833°E) majhna jama v Gorge d'Enfer, majhni stranski dolini Vézère v Les Eyzies; odkrili so jo leta 1892, več kot 1 meter dolgo gravuro ribe, ki ji daje ime, pa so našli šele leta 1912. Izhaja iz srednjega gravetijana, pred približno 25.000 leti, in je ena najstarejših znanih upodobitev ribe na svetu. Meji na nekaj drugih jam in zavetišč.[4]
- Font-de-Gaume, (44°56′05″N 01°01′44″E / 44.93472°N 1.02889°E) v Les Eyzies, odkrita leta 1901: prvič so bile v regiji odkrite prazgodovinske slike. Poslikave živali (predvsem bizonov in konjev, skupaj več kot 200) so iz magdalenskega obdobja in so stare okoli 17.000 let. Font-de-Gaume je edina jama s barvnimi prazgodovinskimi poslikavami, ki je še vedno odprta za javnost.[5]
- La Mouthe (44°55′29″N 01°01′14″E / 44.92472°N 1.02056°E) v Les Eyzies je bila odkrita leta 1894. Vsebuje gravure in poslikave. Tu so našli tudi okrašeno svetilko ter človeški zob in hrbtenico. Ni odprta za javnost.[6]
- Les Combarelles, (44°56′36.8″N 01°02′31.6″E / 44.943556°N 1.042111°E) v Les Eyzies, dolga (300 m), a ozka (1 m)) jama z več kot 600 prazgodovinskimi gravurami in enobarvnimi slikami. Medtem ko sta bila vhod in velika veja na desni strani že znana in izkopana, je bila glavna veja odkrita šele leta 1901, le nekaj dni pred bližnjim Font-de-Gaumeom. Naseljena je bila med 13.000 in 11.000 leti nazaj.[7]
- Lascaux v Montignacu (45°03′13″N 01°10′12″E / 45.05361°N 1.17000°E) je bila odkrita leta 1940. Polna je okoli 600 barvnih slik izpred približno 17.000 let. Za javnost so jo odprli leta 1948, vendar so jo ponovno zaprli leta 1963, ko je postalo jasno, da so slike poškodovale glive in rast lišajev, ki so jih povzročile spremembe v ozračju, ki jih je prineslo na tisoče obiskovalcev. Natančne reprodukcije je mogoče obiskati od leta 1983 (Lascaux II, ki zajema dve glavni komori) in leta 2016 je bil odprt Lascaux IV, ki prikazuje skoraj vse slike.[8]
- Jama Rouffignac v Rouffignacu (45°00′31.7″N 00°59′15.5″E / 45.008806°N 0.987639°E) je del najdaljšega jamskega sistema v regiji. Vsebuje nekaj sto gravur in enobarvnih slik, predvsem mamutov: večina teh je približno 2 km od vhoda v jamo. Od vhoda do mesta umetnine obiskovalce popelje električni vlakec. Lahka dostopnost jame je privedla do tega, da je bila znana veliko prej kot druge jame na tem območju dediščine; prva omemba umetnosti sega v leto 1575, jama pa je bila turistična atrakcija že v 19. stoletju. Razdalja med vhodom in glavnimi skupinami skalne umetnosti je povzročila njihovo pozno odkritje šele leta 1956. Poleg umetniških del je bilo najdenih zelo malo ostankov, kar otežuje njihovo datiranje; vendar se domneva, da so stari okoli 13.000 let.[9]
- Roc de Saint-Cirq (običajno znan kot "Grotte du Sorcier") (44°55′33″N 00°58′2.9″E / 44.92583°N 0.967472°E) v Les Eyzies je bila odkrita leta 1952. Vsebuje gravure in reliefe, vključno z enim človeka, imenovanega čarovnik (le sorcier).[10]

### Druge jame
- Le Grand Roc (44°56′58″N 00°59′54″E / 44.94944°N 0.99833°E) je jama v Les Eyzies blizu Laugerie-Basse. Odkrili so jo leta 1924 in odprli za javnost leta 1926. Je edini vpis v to dediščino brez prazgodovinskih elementov.[11]

### Skalna zavetišča
- Kromanjonsko skalno zavetje, (44°56′25″N 01°00′34.6″E / 44.94028°N 1.009611°E) v Les Eyzies. Najdbe segajo v Aurignacian. Najdišče je bilo odkrito leta 1868: našli so ostanke 5 ljudi (4 odrasle in enega otroka), ki so bili datirani pred približno 28.000 leti. Izraz »kromanjonec«, ki se razlikuje od nedavno odkritih neandertalcev in kot predhodnik sodobnega človeka, je bil kmalu uporabljen za označevanje vseh prazgodovinskih sodobnih ljudi v Evropi.[12]
- La Micoque, (44°57′27.6″N 01°00′22″E / 44.957667°N 1.00611°E) v Les Eyzies. Dala je ime Micoquien in je bilo tudi prvo mesto, kjer je bil Tayacian priznan kot ločena industrija. To arheološko najdišče je bilo odkrito leta 1895 in je bilo od takrat kraj številnih izkopavanj. La Micoque je mesto nekaterih najstarejših sledi človekove prisotnosti v regiji, ki segajo pred približno 450.000 leti. Različne plasti, skupaj visoke približno 10 metrov, kažejo na občasno bivanje tukaj v obdobju približno 300.000 let.[13]
- Laugerie-Basse, (44°57′4″N 00°59′57″E / 44.95111°N 0.99917°E) 15 metrov globoko zavetje v Les Eyzies. Ima nekaj umetnosti iz magdalenskega obdobja in je bilo naseljeno od okoli 14.000 let pred sedanjostjo. Prva izkopavanja so se tukaj začela leta 1863, bolj znanstveni pristop pa je bil sprejet šele od leta 1912 naprej. Od takrat je bil v celoti izkopan, medtem ko bližnji sodobni Abri de Marseille (približno 40 metrov oddaljen) še vedno vsebuje originalni material. Leta 1864 je Paul Hurault, 8. markiz de Vibraye, tukaj našel Vénus impudique, prvo od številnih najdb paleolitske figurice Venere.[14][15]
- Laugerie-Haute, (44°57′12″N 01°00′12″E / 44.95333°N 1.00333°E) v Les Eyzies, nedaleč od Laugerie Basse. To 200 metrov dolgo zavetje je bilo naseljeno od pred približno 24.000 leti do pred 15.000 leti in je bilo prvič izkopano leta 1863. Razteza se od stene skale do reke in je eno največjih najdišč v regiji.[16]
- Skalno zavetje Cap Blanc, v Marquayu (44°56′44″N 01°05′50.6″E / 44.94556°N 1.097389°E); to 15 metrov dolgo zavetišče, odkrito leta 1908, ima 13 metrov dolg, 2 metra visok in do 30 cm globok reliefni friz živali, vključno z 10 konji in nekaj bizoni. Prvotno je bil obarvan z rdečo oker in domnevno še z drugimi barvami, zaradi napak pri izkopavanju pa je danes skoraj popolnoma neobarvan. Na tleh je bilo leta 1911 odkrito eno samo človeško okostje tako imenovana Magdalenska deklica.[17]
- Le Moustier (44°59′39″N 01°03′35″E / 44.99417°N 1.05972°E) je skupina dveh skalnih zavetišč v Peyzac-le-Moustier. Izkopavanja so se začela leta 1863. Tu so našli številna orodja, ki so bila ključna za opredelitev mousterskega obdobja, ki je trajalo od približno pred 160.000 leti do okoli pred 40.000 leti. Leta 1908 so tu našli tudi neandertalčevo lobanjo: stara naj bi bila okoli 45.000 let.[18]
- Abri de la Madeleine v Tursacu (44°58′06″N 01°01′51″E / 44.96833°N 1.03083°E) je bilo tipsko najdišče za magdalensko obdobje, ki se je gibalo od približno 17.000 do približno 12.000 let nazaj. Prvič so ga odkrili leta 1863 in ga v naslednjih letih približno izkopali, v letih 1921-1922 pa ga je ponovno preučeval Dennis Peyrony, tokrat bolj znanstveno. Na mestu so našli pokopanega otroka, starega približno tri leta, izpred približno 10.000 let, z ogrinjalom, okrašenim z več kot 1000 majhnimi školjkami, imenovanim Enfant de la Madeleine. Tu so našli tudi nekaj izklesanih metalcev sulic iz kosti severnega jelena, vključno z Bizon liže ugriz žuželke. Obsežne srednjeveške trogloditske ruševine ostajajo na istem mestu, vendar višje nad reko.[19]

## Zgodovina arheoloških raziskav v regiji

### 1860-ta: prve znanstvene raziskave
Najdišča pokrivajo obdobje skoraj 400.000 let človeškega bivanja, ki se začne v La Micoque (naseljeno od pred približno 400.000 leti do pred 100.000 leti) in konča pred približno 8000 leti. Izkopavanja v regiji Dordogne so se začela leta 1810, a šele leta 1863 so bile izvedene prve znanstvene raziskave paleontologa Edouarda Larteta skupaj z Angležem Henryjem Christyjem; v obdobju petih mesecev so obiskali številna mesta v Les Eyzies, vključno z Grotte Richard, nekaterimi zavetišči v Gorge d'Enfer, Laugerie Basse, Laugerie Haute, La Madeleine in Le Moustier. Zadnji dve sta leta 1872 postali istoimenski mesti za magdalensko in mikokvijsko kulturo, ki ju je tako poimenoval Gabriel de Mortillet. Lartet je pred tem že izkopal jamo Aurignac, ki je dala ime Aurignaški kulturi, in objavil svoje najdbe nekaj najzgodnejših okrašenih predmetov iz zgornjega paleolitika.
Leta 1864 so v La Madeleine našli gravuro na slonovini, ki prikazuje mamuta: to je bil prvi dokončen dokaz, da so prebivalci teh skalnih zavetišč živeli v istem času kot nekatere davno izumrle živali.
Leta 1868 so odkrili človeške ostanke v kromanjonskem skalnem zavetišču, leta 1872 pa so v Laugerie Basse našli prazgodovinsko okostje. Prvo poslikano jamo v regiji so našli leta 1896 v La Mouthe: to je bila četrta poslikana jama, najdena v Evropi, približno 20 let po odkritju ostalih treh.

### Prelom stoletja; prve poslikane jame
Na začetku 20. stoletja se izkopavanja v dolini Vézère množijo z dvema glavnima učinkoma: končno je ugotovljena avtentičnost skalne umetnosti in razvita popolna kronologija tehnoloških kultur v prazgodovinski Zahodni Evropi. Leta 1895 je jama z okraski iz paleolitika prvič priznana kot taka v Franciji, ko je jamo la Mouthe raziskal arheolog Émile Rivière. Gravure najdemo kakšnih 90 metrov od vhoda v jamo. Rivière tukaj še pet let izkopava in najde veliko artefaktov, vključno s svetilko s podobo kozoroga. Njegova ugotovitev, da so nekatere gravure prekrili stalagmiti, kar kaže na njihovo visoko starost, je bil eden glavnih argumentov, da je resničnost prazgodovinske skalne umetnosti končno sprejeta. izdelal je tudi prve fotografije takšne umetnosti.
Najpomembnejša za skalno umetnost so bila odkritja leta 1901 gravur Combarellesa Henrija Breuila, Denisa Peyronyja in Louisa Capitana ter prvi pogled na barvne slike v Font de Gaume, osem dni pozneje, ki ga je izvedel Peyrony. Leta 1902 je Émile Cartailhac, glavni kritik predstave, da bi bili paleolitski ljudje sposobni izdelati takšno umetnost, ob ogledu poročil o obeh jamah in La Mouthe postal prepričan, da so imeli verniki ves čas prav. Za revijo L'Anthropologie je napisal članek Les cavernes ornées de dessins. La grotte d'Altamira, Espagne. Mea culpa d'un sceptique.
Breuil in Peyrony sta odgovorna za večino drugih večjih najdb v naslednjih nekaj letih, vključno z Bernifalom leta 1902, abri du Cap Blanc leta 1909 in Lausselom leta 1911. V istem obdobju so najdena tudi glavna mesta, ki omogočajo razvoj stratigrafskega zaporedja obdobja in kultur, vključno leta 1909 La Ferrassie z velikim številom neandertalskih pokopov in lokacijo Laugerie Basse. Peyrony, učitelj iz Les Eyzies, je leta 1910 postal inšpektor arheoloških najdišč in leta 1913 ustanovil muzej Les Eyzies (kasneje Narodni muzej prazgodovine). Zadnja večja najdba do sedaj je odkritje Lascauxa leta 1940.

## Druga prazgodovinska najdišča v regiji

### Kampanje
- Jama Muzardie, odkrita leta 1978: vsebuje paleolitske gravure.[25]
- Roc de Marsal, prvič izkopan leta 1953: grobišče neandertalčevega otroka, odkrito leta 1961.[26]

Le Bugue
- Jama Bara-Bahau, odkrita leta 1951; vsebuje približno 18 gravur, med katerimi so predvsem živali, pa tudi roka in falus: odprta je za javnost.[27]

Les Eyzies de Tayac
- Abri Pataud, najdišče prazgodovinskih bivališč v Les Eyzies; pomembna za jasne stratigrafske plasti, ki so bile uporabljene za radiokarbonsko datiranje, služi kot referenčno mesto za kronologijo. Tu so našli tudi različne gravure in ženski relief. Odprto za javnost.[28]
- Château de Commarque, srednjeveška ruševina v Les Eyzies, ima pod gradom jamo, odkrito leta 1915, s 150 prazgodovinskimi rezbarijami živali, vključno z reliefno konjsko glavo.[29]

Marquay
- Abri de Laussel, kjer so leta 1911 našli Lausselsko Venero.[30]

Meyrals
- Jama Bernifal s slikami in gravurami.[31]

Montignac
- La Balutie [32]
- Le Regourdou, neandertalsko grobišče blizu Lascauxa, odkrito leta 1957.[33]

Peyzac-le-Moustier
- Roque Saint-Christophe, zelo veliko skalno zavetišče (dolžina 1 km, višina 60 m), poseljeno že pred približno 50.000 leti.[34]

Savignac-de-Miremont
- La Ferrassie, grobišče neandertalca.[35]

Sergeac
- Castel Merle, serija 12 skalnih zavetišč (6 na vsaki strani majhne doline); najdbe vključujejo nekaj ogrlic in relief z več živalmi. Mesto je odprto za javnost in ima majhen muzej.[36]

## Prazgodovinski muzeji in centri za obiskovalce
Nekatera od zgornjih območij imajo majhne muzeje ali razstave, ki prikazujejo nekatere tamkajšnje arheološke najdbe, npr. v Castel Merle. Regija ima tudi tri glavne centre za obiskovalce: Narodni muzej prazgodovine (v Château de Tayac in okoli njega) in Mednarodni poli prazgodovine v les Eyzies ter Lascaux IV v Montignacu.